# Senegalia hayesii
Espèce
Synonymes
- Acacia acanthophylla (Britton & Rose) Standl.[2]
- Acacia telensis Standl.[2]
- Senegalia acanthophylla Britton & Rose[2]
- Senegalia hayesii (Benth.) Britton & Rose[2]

Senegalia hayesii est une espèce de plantes à fleurs de la famille des Fabaceae. C'est un arbre.

## Description
C'est un arbre.